# Malmői alagút
A Malmői alagút (svédül: Citytunneln) egy 17 km hosszú, normál nyomtávolságú vasúti alagút Malmö alatt Svédországban. Az alagút a malmői központi pályaudvart köti össze az Øresund-vonallal (majd tovább az Øresund híddal). Az építkezés 2005 márciusában kezdődött és 2010. december 4-re lett kész; teljes költsége 9,45 milliárd svéd korona volt. Az alagutat XVI. Károly Gusztáv svéd király nyitotta meg. A teljes forgalom 2010. december 12-én indult meg.
Az építkezés érdekessége, hogy az eredeti tervekhez képest olcsóbb lett, és fél évvel hamarább adták át.

## Állomások
- Malmö centralstation
- Triangeln
- Hyllie

## Képgaléria

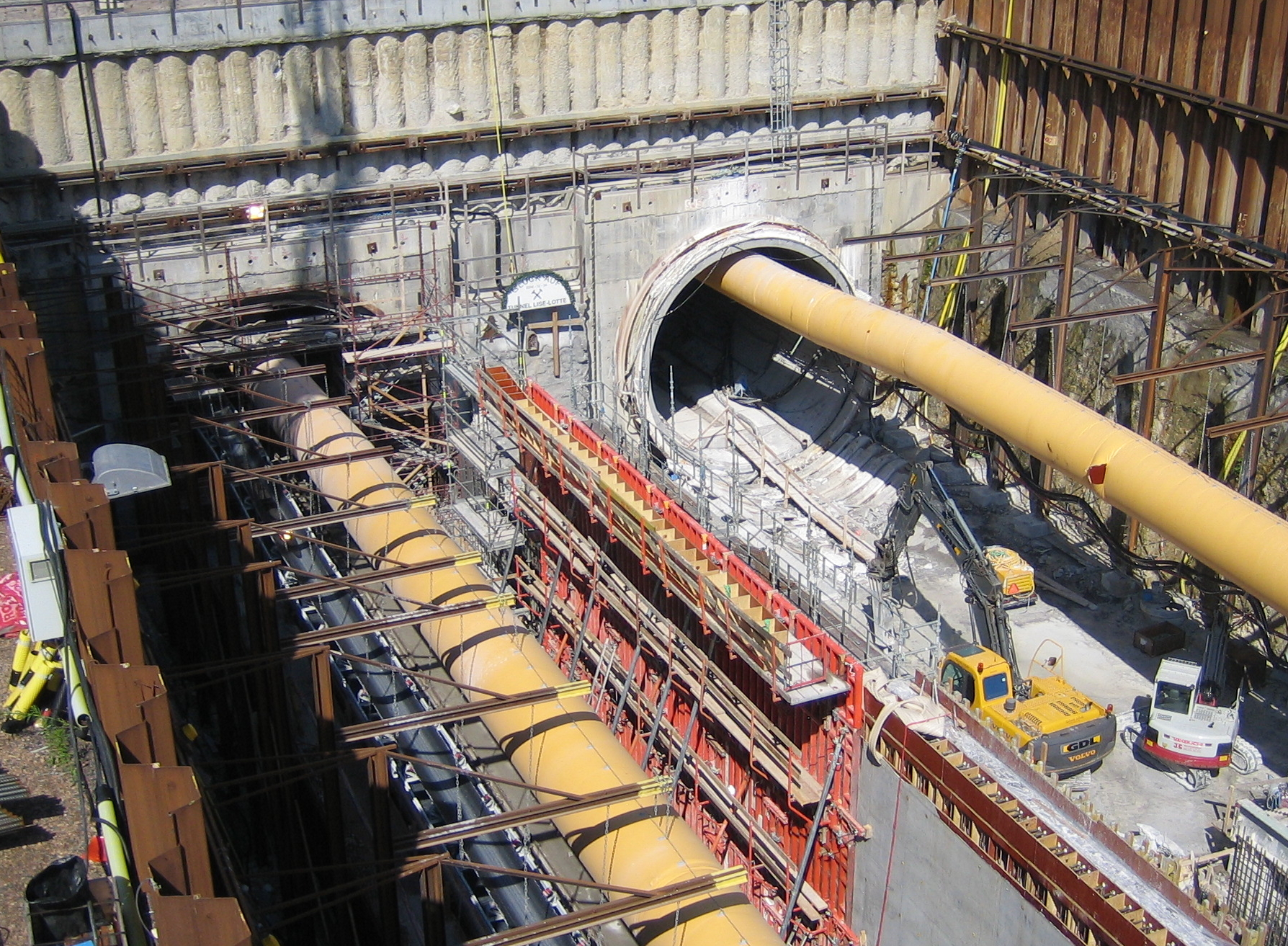
Holma
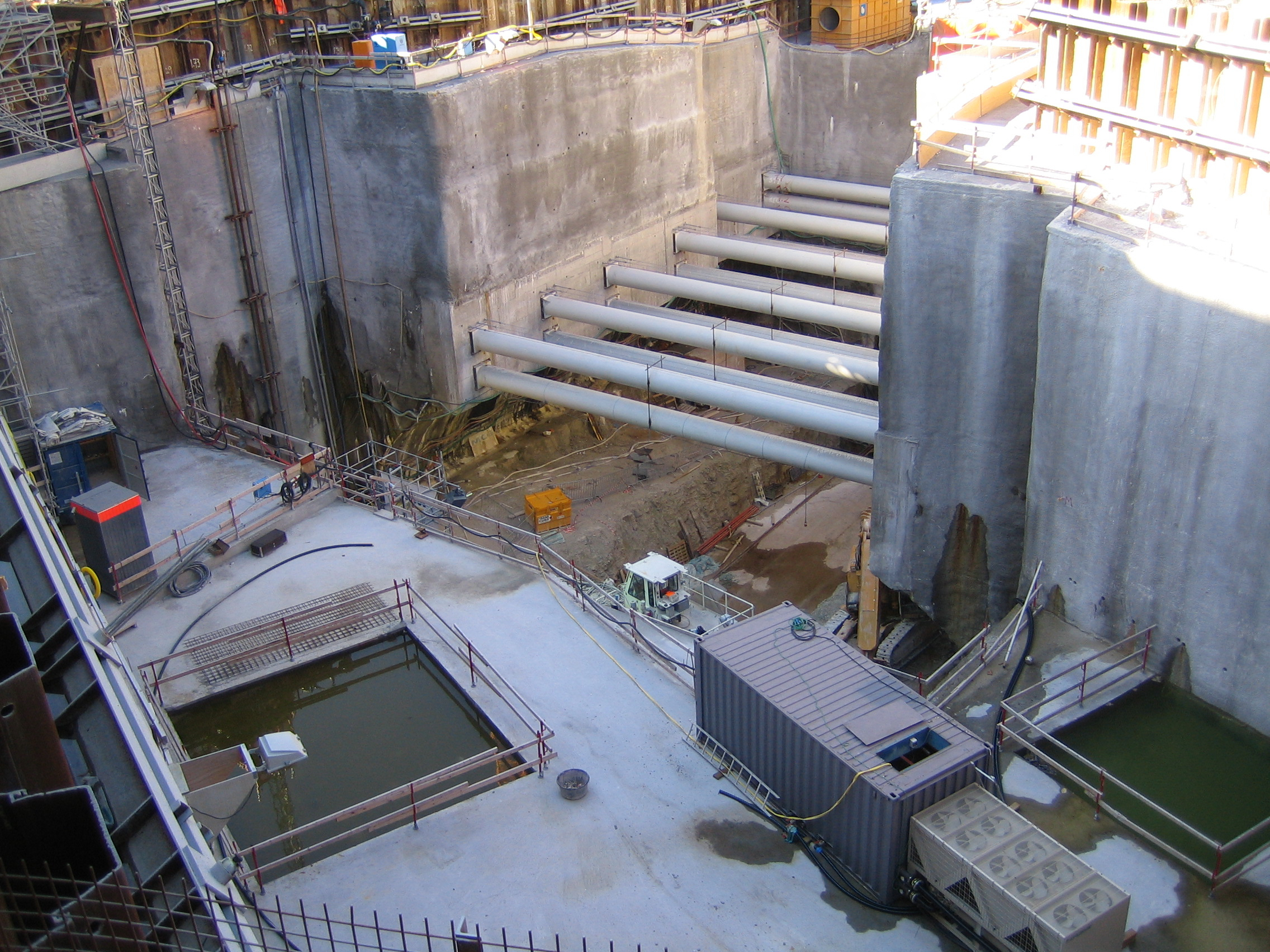
Triangeln
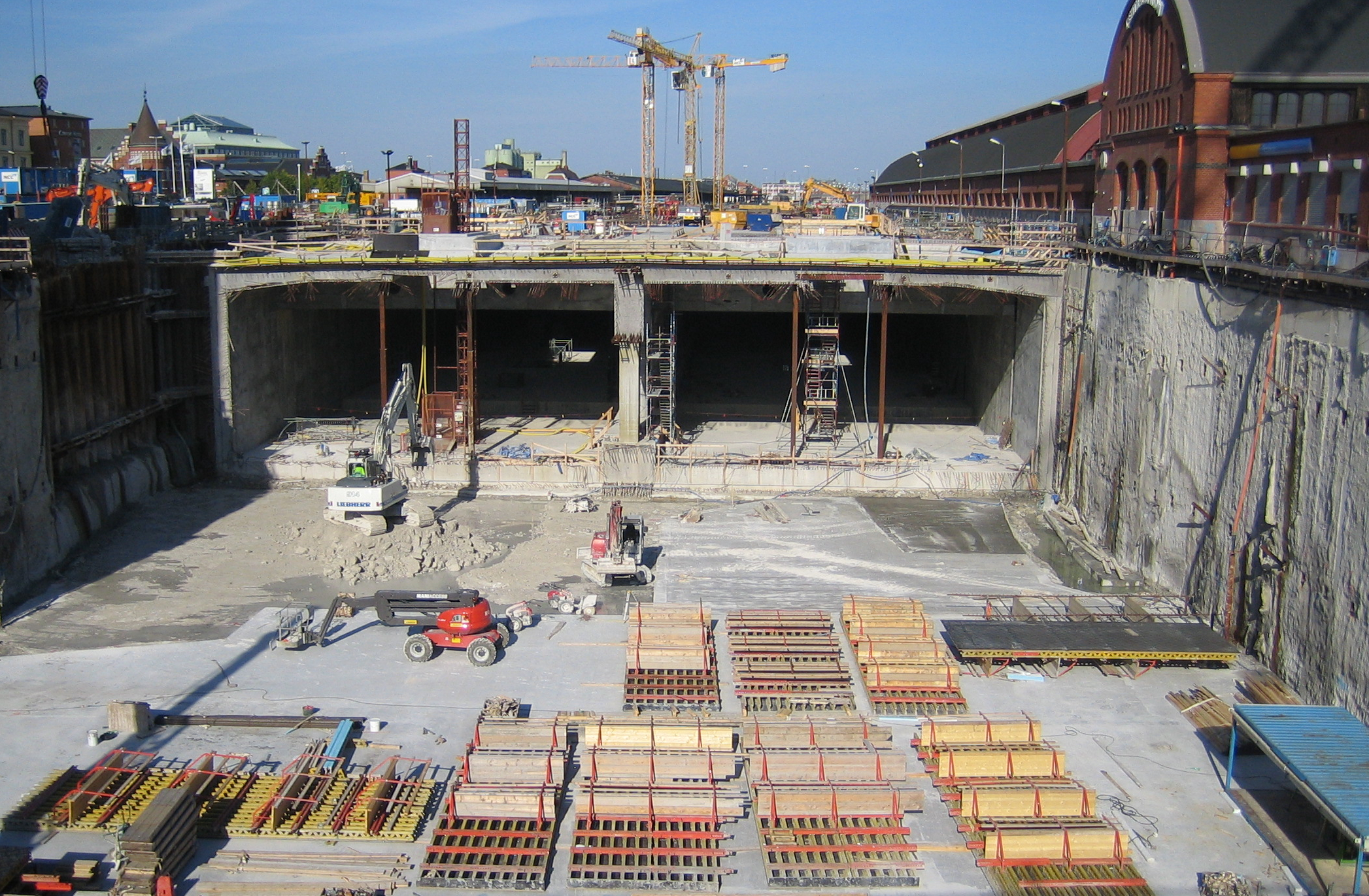
Malmö központi pályaudvar
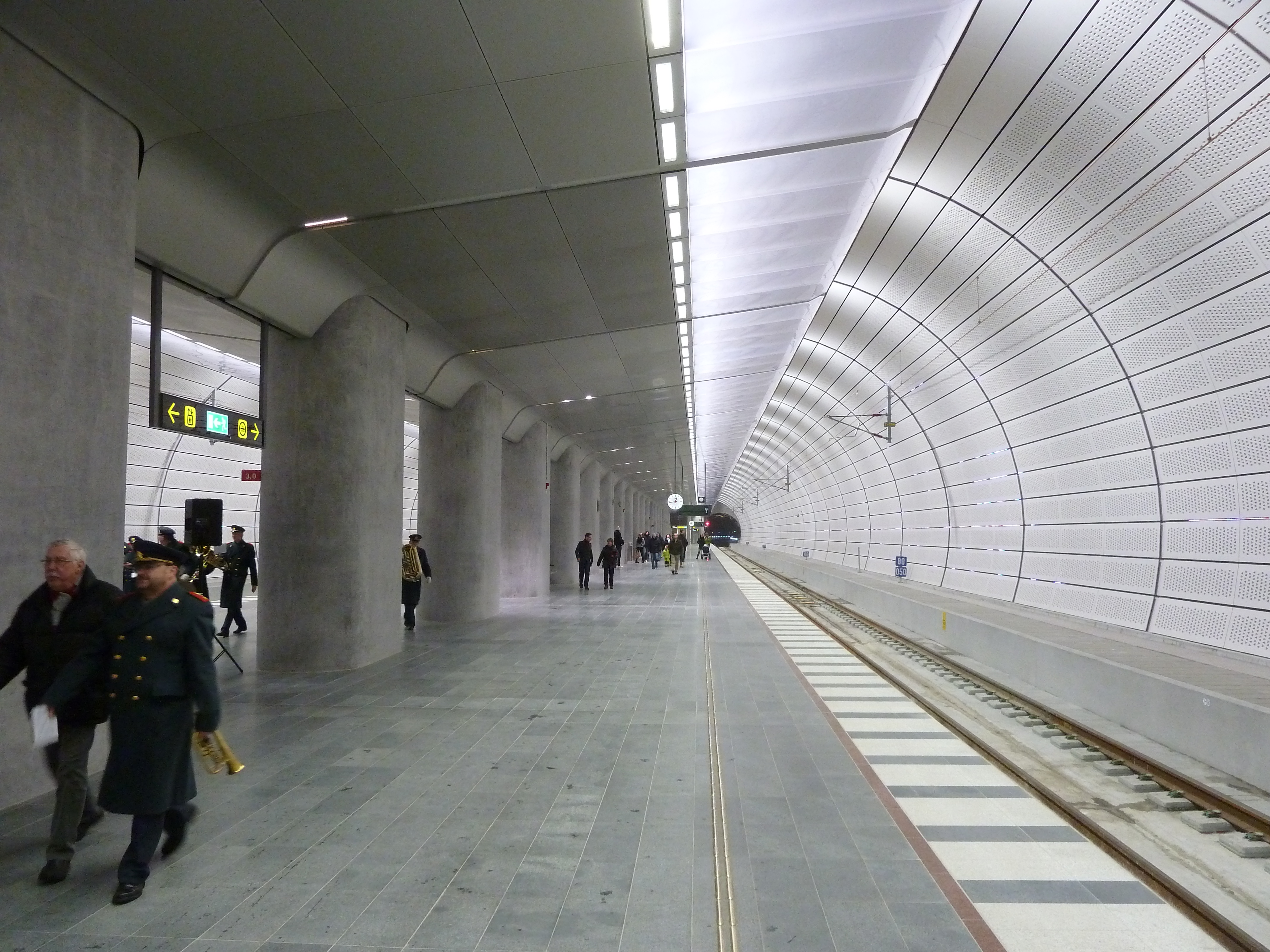
A már elkészült Triangeln állomás
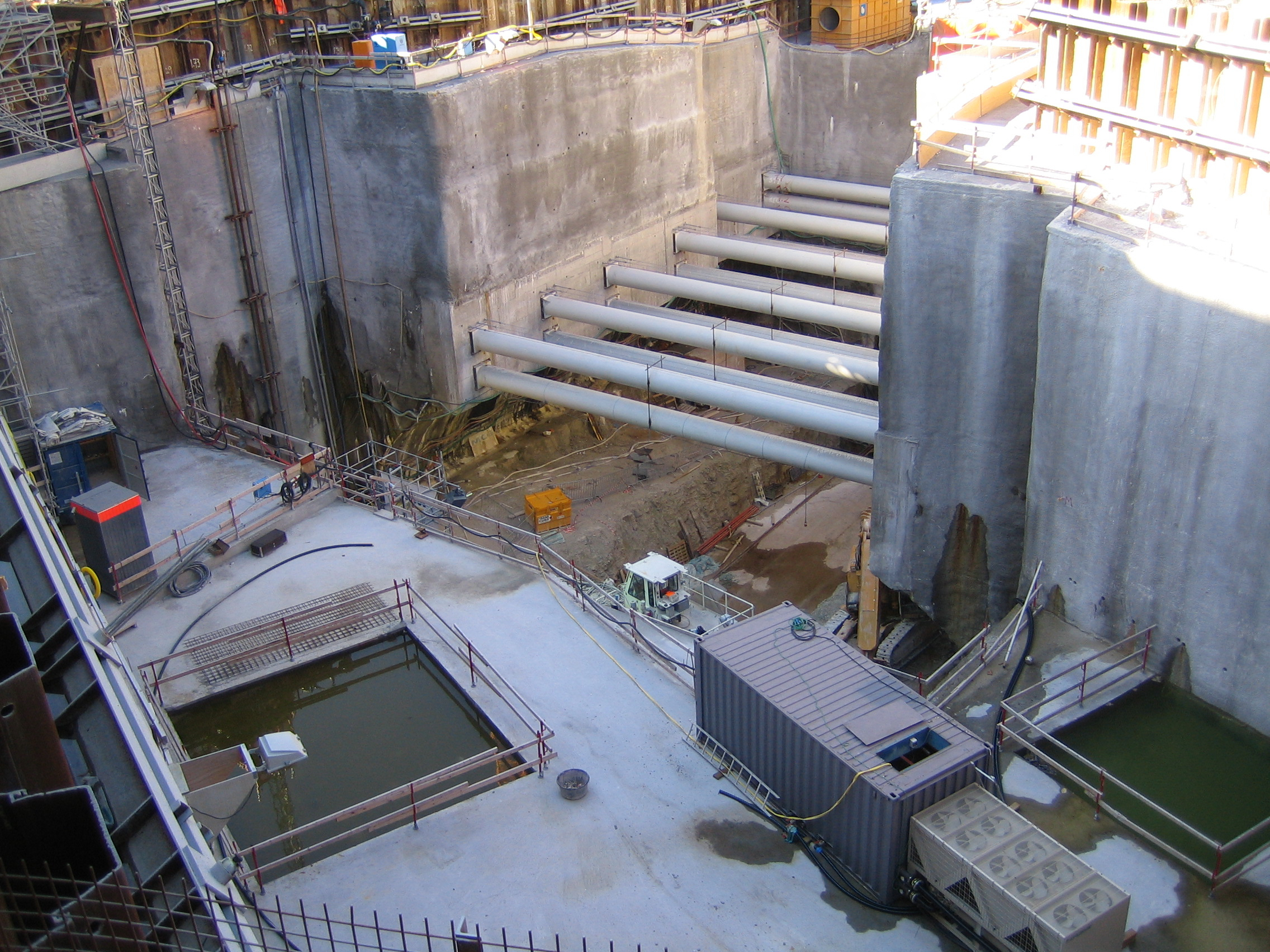
Az alagút építése